# Romero Jucá
Romero Jucá Filho GOMM (Recife, 30 de novembro de 1954) é um economista, empresário e político brasileiro, filiado ao Movimento Democrático Brasileiro (MDB). Teve três mandatos como Senador por Roraima. Durante o governo de Michel Temer foi líder do governo no Senado Federal e líder no Congresso Nacional.
Iniciou sua carreira política em Pernambuco e, em 1988, transferiu-se para Roraima como último governador do então território federal, tornando-se meses depois o primeiro governador do recém-criado estado, onde está radicado até a atualidade. Foi, em 2005, Ministro da Previdência Social do Governo Lula e, em 2016, do Planejamento, Orçamento e Gestão no de Michel Temer.
Jucá é dono do maior grupo de comunicação do estado de Roraima sendo duas emissoras de televisão na capital Boa Vista afiliadas da Rede Record, TV Imperial, e afiliadas da Rede Bandeirantes além de um jornal impresso e duas estações de rádio. Foi casado com Maria Teresa Surita, ex-prefeita de Boa Vista e irmã do apresentador de televisão Emílio Surita. Desde 2015, é casado com a economista Rosilene Brito.
Pediu exoneração do cargo de Ministro do governo Temer após divulgação de áudio com Sérgio Machado, da Transpetro, publicada pela Folha de S.Paulo, em que Jucá sugere "um pacto" para barrar a Operação Lava Jato, em meio à crise política por que o país passava. É alvo de doze inquéritos no Supremo Tribunal Federal, a maior parte fruto das investigações da Lava Jato. Nas eleições de 2018, não se reelegeu ao Senado, tendo responsabilizado a derrota à Lava Jato, ao Ministério Público, à imprensa brasileira e ao fluxo migratório de venezuelanos em Roraima.

## Biografia
Romero Jucá Filho nasceu no Recife, capital de Pernambuco, no dia 30 de novembro de 1954, filho de Romero Regueira Jucá Rego Lima e de Helga Ferraz Jucá Rego Lima. Cursou o primário no Grupo Escolar João Barbalho e o secundário no Colégio Marista, ambos na capital pernambucana. Estudou economia na Universidade Católica de Pernambuco e fez pós-graduação em engenharia agronômica.

### Educação e primeiros trabalhos
Em 1973 ingressou no curso de economia da Universidade Católica de Pernambuco (Unicap), trabalhou como permutador de serviços burocráticos na Secretaria da Fazenda e como gerente da Companhia de Navegação Nordeste (Conave).
Em 1974, participou do treinamento para formação de monitores na Escola de Administração Fazendária da Receita Federal e foi diretor administrativo do Ginásio de Esportes Geraldo Magalhães.
Em 1975 estagiou no Conselho de Desenvolvimento de Pernambuco (Condepe). Desse ano a 1979, no governo Moura Cavalcanti, foi diretor do Departamento de Serviços Gerais da Secretaria de Educação de Pernambuco.
Formou-se em economia em 1976, representou a Secretaria de Educação na Comissão Coordenadora da Administração Patrimonial de Pernambuco até 1977, ano em que fez o curso de pós-graduação em Engenharia agronômica na Unicap.

## Carreira
Em 1984, foi nomeado secretário extraordinário de Coordenação da Prefeitura do Recife. Trabalhou ainda como professor universitário, gerente e diretor de órgãos públicos e privados. Após essa experiência, presidiu a Fundação Projeto Rondon em 1985 e, no mesmo ano, foi secretário executivo da Comissão Interministerial de Educação e Desenvolvimento Regional.

### Presidência da FUNAI e governo de Roraima
De maio de 1986 a setembro de 1988, presidiu a Fundação Nacional do Índio (Funai), apontado por Marco Maciel, no governo de João Figueiredo. Nesse papel, autorizou contratos com empresas madeireiras para derrubar árvores em áreas indígenas, e envolvido em polêmicas sobre mortes de ianomâmis durante aquela ocupação pelas madeireiras. Em 1988, foi nomeado pelo então presidente da república José Sarney e aprovado pelo Senado, governador do Território Federal de Roraima.
Candidato derrotado em 1990 ao governo do recém-criado Estado de Roraima, elegeu a esposa, Maria Teresa Surita Jucá, para a Prefeitura de Boa Vista em 1992. Naquele ano, Romero foi diretor de Abastecimento da Companhia Nacional de Abastecimento e Secretário Nacional de Habitação do Governo Federal.
Em 1992, diretor de Abastecimento da Companhia Nacional de Abastecimento (Conab) e secretário nacional de Habitação do Governo Federal.

### Senador
Em 1994, foi eleito senador pelo Partido Progressista Reformador (PPR). Ocupou a vice-liderança do governo dos presidentes Fernando Henrique Cardoso e Lula. Em 2004, foi condecorado pelo presidente Luiz Inácio Lula da Silva com a Ordem do Mérito Militar no grau de Grande-Oficial especial.

### Breve passagem pelo Ministério da Previdência Social
Entre março e julho de 2005, durante o Governo Lula, foi ministro da Previdência Social, mas, por conduta suspeita de corrupção, com empréstimos bancários irregulares, foi exonerado poucos dias depois.

### Liderança de governos
Em 2006, Romero foi escolhido líder do governo do presidente Luiz Inácio Lula da Silva, cargo que também ocupou na gestão da presidente Dilma Rousseff, sendo substituído pelo senador Eduardo Braga (PMDB do Amazonas), em 13 de março de 2012, após a pessoa indicada pela presidente para o comando da Agência Nacional de Transportes Terrestres ter seu nome rejeitado em plenário.
Nas eleições de 2010, foi o candidato mais votado no Estado de Roraima para o Senado Federal.[carece de fontes?]

### Ministro do Planejamento
Em 2016, foi Ministro do Planejamento no governo interino de Michel Temer, e deixou o cargo após vazamento de áudios de uma conversa com ex-presidente da Transpetro, Sérgio Machado, onde Jucá diz que “tem que ter impeachment” e fala da necessidade de um "pacto" em relação à Operação Lava Jato. Jucá negou as acusações de irregularidades e anunciou que se licenciaria do ministério para reassumir o mandato de senador para, segundo ele, evitar que "qualquer manipulação mal intencionada possa comprometer o governo". No dia seguinte à divulgação da conversa, foi publicada a sua exoneração.
Em dezembro de 2016, como Senador votou a favor da PEC do Teto dos Gastos Públicos. Em julho de 2017 votou a favor da reforma trabalhista. No mesmo mês, votou contra a cassação de Aécio Neves no conselho de ética do Senado.
Em outubro de 2017 votou a favor da manutenção do mandato do senador Aécio Neves derrubando decisão da Primeira Turma do Supremo Tribunal Federal no processo onde ele é acusado de corrupção e obstrução da justiça por solicitar dois milhões de reais ao empresário Joesley Batista.

### Candidaturas ao Senado
Nas Eleições estaduais em Roraima em 2018 disputou mais uma reeleição ao senado porém não obteve êxito. Ficou a apenas 434 votos atrás do eleito a segunda vaga, Mecias de Jesus.
Em 2022, Jucá se candidatou novamente ao cargo de senador por Roraima, onde não foi eleito, obtendo 91.431 votos, ou 35,75%.

## Controvérsias

### Fundação Nacional do Índio
Nos cinco primeiros meses de sua gestão, o quadro de funcionários do órgão subiu de 3 300 para 4 200: somente em Recife, sua terra natal, o escritório chegou a ter 400 funcionários, chegando a sofrer intervenções do Tribunal de Contas da União devido a irregularidades financeiras no órgão. Mesmo após deixar o cargo, continuou alvo de um processo no Superior Tribunal de Justiça, por ter autorizado ilegalmente a extração de madeira em área indígena.
Enquanto presidente da Fundação Nacional do Índio, Jucá foi quem mais demarcou territórios indígenas ianomâmis, frequentemente reduzindo seus tamanhos. Jucá reduziu o tamanho do Parque Yanomami para quase 75% dos 9,4 milhões de hectares que já haviam sido aprovados pela própria FUNAI em 1985. Foi ainda durante sua presidência que todos os missionários e pessoal médico foram expulsos da área em 1987. O projeto propunha reduzir a área do parque em 2,4 milhões de hectares e dividi-lo em 19 áreas isoladas, baseadas em grupos de comunidades Yanomami. O restante da área se tornaria "parques nacionais" - abertos para extração de madeira e mineração. O plano foi denunciado como "genocídio" pelo bispo italiano dom Aldo Mongiano, o então bispo de Roraima.
Em 28 de setembro de 1987, como presidente da Funai, assinou, com a Cometa, um contrato de alienação de 9 322 metros cúbicos de madeira em toras de cerejeira, ipê, mogno, angelim e cedro.
Em 23 de março de 2005, John Danilovich, embaixador dos Estados Unidos no Brasil, escreveu um telegrama com pequeno perfil de Romero Jucá, que assumia o Ministério da Previdência Social. John Danilovich informou aos Estados Unidos que o Romero Jucá desviou verba de um fundo de assistência social de Roraima, retirou recursos públicos destinados a projetos de construção civil no mesmo estado e permitiu o desmatamento em terras indígenas quando foi presidente da FUNAI.
De acordo com o relatório da Comissão Nacional da Verdade, Romero Jucá é o responsável pelo genocídio de índios ianomâmis em consequência das epidemias levadas pelos garimpeiros, que entraram em terras indígenas com autorização de Romero Jucá, na época, presidente da FUNAI.
Recentemente o senador apresentou projetos de lei flexibilizando o licenciamento ambiental e abrindo as terras indígenas à exploração econômica.

### Prefeitura de Cantá
Jucá foi considerado suspeito de receber comissões em obras verbas eram oriundas do Ministério da Saúde para construção de poços artesianos no município de Cantá entre 1999 e 2001. Também havia suspeita de desvio de verba para construção ou reforma de escolas, porém não foi identificado contrato relacionado ao crime.  Em 2002, agricultores de um assentamento rural apresentaram uma gravação em vídeo no qual o então prefeito de Cantá, Paulo de Sousa Peixoto, dizia que recebia junto com Jucá 10 por cento de todos valores destinados a obras realizadas na cidade. A defesa argumentou que o senador nunca foi gravado e o inquérito baseava-se em gravação em que se dizia que um senador era beneficiado, sem mencionar nomes.
O Supremo Tribunal Federal recebeu o processo em 15 de abril de 2004, porém depois de 13 anos e 9 meses ainda assim houve sua prescrição, por causa da demora na coleta de provas e apresentação de denúncia. Deste tempo, cinco anos foram gastos pelo ministro Gilmar Mendes, três destes por um pedido de vistas, os outros dois até pautar a questão de ordem que levantou. Em fevereiro de 2018 o ministro Marco Aurélio Mello arquivou o processo.

### Desacato
Nas eleições de 2014, três dias depois da votação no primeiro turno, desacatou uma juíza eleitoral no município de Mucajaí, quando a magistrada cumpria determinação de retirar as placas com propagandas de candidatos que estavam a menos de 200 metros dos locais de votação.

### Operação Lava Jato
Romero Jucá teve seu nome envolvido no esquema de corrupção da Petrobras, investigado pela Operação Lava Jato, nos depoimentos de colaboração com a justiça do ex-diretor da estatal, Paulo Roberto Costa. Jucá ainda foi citado em recebimento de propina em obras de Angra 3, também investigado pela força-tarefa da Lava Jato.
Em 6 de março de 2015, o ministro do Supremo Tribunal Federal, Teori Zavascki, autorizou a abertura de investigação contra o senador, tirando o sigilo do pedido de abertura de inquérito.
Em 23 de maio de 2016, o jornal Folha de S.Paulo, divulgou a gravação de uma conversa entre Jucá e Sérgio Machado, da Transpetro. Em diálogos gravados em março daquele ano, Romero Jucá sugeriu ao ex-presidente da Transpetro Sérgio Machado que uma "mudança" no governo federal resultaria em um pacto para "estancar a sangria" representada pela Operação Lava Jato, que investiga ambos.
Você tem que ver com seu advogado como é que a gente pode ajudar. Tem que ser política. Advogado não encontra solução pra isso não. Se a solução é política, como é política? Tem que resolver essa porra. Tem que mudar o governo para poder estancar essa sangria.— Romero Jucá, em parte da conversa com Machado
No mesmo dia Jucá se licenciou do cargo, e o ministro do Planejamento interino seria seu vice, Dyogo Oliveira, também investigado por corrupção, pela Operação Zelotes. No dia seguinte, foi exonerado.
Em 7 de junho de 2016, o Procurador-Geral da República (PGR), Rodrigo Janot, pediu a prisão de Romero Jucá, de Renan Calheiros e o ex-presidente José Sarney. De acordo com o PGR, eles tentaram mudar a decisão do Supremo que prevê a prisão de condenados a partir da segunda instância e que planejaram mudar a lei, para permitir delação premiada apenas para pessoas em liberdade, e não para presos investigados e também  pressionaram para que acordos de leniência das empresas pudessem esvaziar as investigações.

Em 5 de setembro de 2016, a Polícia Federal apontou indícios de que o PMDB e os senadores Romero Jucá (RR), Renan Calheiros (AL), Jader Barbalho (PA) e Valdir Raupp (RO) receberam propina das empresas que construíram a usina de Belo Monte, no Pará, por meio de doações legais, segundo relatório que integra inquérito que corre no Supremo Tribunal Federal. Um dos indícios é o volume de contribuições que o partido recebeu das empresas que integram o consórcio que construiu a hidrelétrica: foram R$ 159,2 milhões nas eleições de 2010, 2012 e 2014. O relatório da PF ainda junta a versão com informações de outro delator, o ex-senador Delcídio do Amaral, de que senadores peemedebistas comandavam esquemas de desvios de empresas do setor elétrico. A conclusão do documento foi de que todos os quatro receberam as maiores contribuições de suas campanhas não de empresas, mas do PMDB.

Em dezembro de 2016, Jucá foi delatado pelo ex-funcionário da Construtora Odebrecht (atual Novonor), Claudio Melo Filho, de ter recebido R$ 22 milhões de reais em propina para defender interesses do grupo Odebrecht. Segundo o delator, dos 22 milhões, 20 teriam ficado para Jucá e Renan Calheiros. Ainda segundo o delator, Jucá e Renan agiam para aprovar Medidas provisórias em favor da empreiteira.
Em 15 de junho de 2020, virou réu pelos crimes que envolvem contratos entre a Transpetro e construtoras.

### Operação Zelotes
Em final de abril de 2016, a relatora da Operação Zelotes, ministra Cármen Lúcia do Supremo Tribunal Federal (STF), abriu inquérito para apurar suposto envolvimento do presidente do Senado, Renan Calheiros, e do senador Romero Jucá, com a venda de emendas a medidas provisórias relacionadas ao setor automotivo editadas pelo governo federal. Renan e Jucá já são investigados em outros inquéritos da Operação Lava Jato por  envolvimento com fraudes na Petrobras.
Em 23 de novembro de 2016, o STF autorizou a abertura de um inquérito na Zelotes, que apura fraudes no Conselho Administrativo de Recursos Fiscais (Carf), o tribunal de recursos da Receita Federal. Jucá foi investigado por corrupção passiva e prevaricação. O inquérito foi arquivado posteriormente, em 14 de setembro de 2018, pelo ministro do STF Ricardo Lewandowski. O ministro atendeu ao pedido da Procuradoria-Geral da República, Raquel Dodge que apontou não haver indícios de que os senadores tivessem cometido crime.